# Emere Robles
Emere Robles (La Ceiba, Atlántida, Honduras; 13 de marzo de 1986) es un futbolista hondureño. Juega de defensa y su equipo actual es el Social Sol de la Liga Nacional de Honduras.

## Trayectoria
Comenzó su carrera en el Ájax de Trujillo en la Liga Mayor de Honduras. Posteriormente fichó por la Unión Arenense de la Liga de Ascenso. 

### Vida
Debutó en Primera División con el Vida, el 3 de marzo de 2006, en un partido en el que su equipo, empató 1 a 1 contra el Platense en la cancha del Estadio Nilmo Edwards.

### Arsenal de Roatán
En 2006 se va a préstamo por seis meses al Arsenal de Roatán. En 2011 regresó al club roatense. 

### Unión Ájax
En la temporada 2006/07 fichó por este equipo, en el que permaneció por 3 años. 

### Social Sol
En 2010 fichó por un año con el Social Sol

### Trujillo F.C.
Jugó seis meses con este club y después estuvo inactivo un año. 

### Yoro F.C.
Para el Clausura 2013 de la Liga de Ascenso, firma por este equipo y terminó disputando 5 torneos.

### Social Sol
Diez años después vuelve a tener la oportunidad de jugar en primera, pero esta vez bajo los colores de Social Sol.

## Clubes
| Club              | País     | Año             |
| ----------------- | -------- | --------------- |
| Ájax de Trujillo  | Honduras | 2002 - 2005     |
| Unión Arenense    | Honduras | 2005            |
| Vida              | Honduras | 2006            |
| Arsenal de Roatán | Honduras | 2006            |
| Unión Ájax        | Honduras | 2007 - 2009     |
| Social Sol        | Honduras | 2010            |
| Arsenal de Roatán | Honduras | 2011            |
| Trujillo F.C.     | Honduras | 2011 - 2012     |
| Yoro F.C.         | Honduras | 2013 - 2015     |
| Social Sol        | Honduras | 2015 - Presente |

## Palmarés

### Campeonatos nacionales
| Título              | Club       | País     | Año  |
| ------------------- | ---------- | -------- | ---- |
| Apertura de Ascenso | Social Sol | Honduras | 2015 |
| Final de Ascenso    | Social Sol | Honduras | 2016 |